# Myriana longissima
Myriana longissima är en ringmaskart som beskrevs av Savigny in Lamarck 1818. Myriana longissima ingår i släktet Myriana och familjen Syllidae. Inga underarter finns listade i Catalogue of Life.